# Astronomer Royal for Scotland
Astronomer Royal for Scotland war ursprünglich der Titel des Direktors des Royal Observatory Edinburgh und ging mit der Regius Professur für Astronomie an der University of Edinburgh einher. Seit 1995 ist es lediglich ein Ehrentitel. Er ist nicht zu verwechseln mit dem Astronomer Royal.

## Inhaber
| Thomas Henderson          | 1834–1844 |
| Charles Piazzi Smyth      | 1846–1888 |
| Ralph Copeland            | 1889–1905 |
| Frank Watson Dyson        | 1905–1910 |
| Ralph Allen Sampson       | 1910–1937 |
| William Greaves           | 1938–1955 |
| Hermann Alexander Brück   | 1957–1975 |
| Vincent Cartledge Reddish | 1975–1980 |
| Malcolm Sim Longair       | 1980–1990 |
| nicht besetzt             | 1991–1995 |
| John Campbell Brown       | 1995–2019 |
| Catherine Heymans         | seit 2021 |